# Glansormar
Glansormar (Xenopeltidae) är en familj i underordningen ormar som består av ett enda släkte med två arter (det finns inga godkända underarter). Dessa ormar förekommer i Sydostasien och de är känt för att deras fjäll ljusnar i olika färg.

## Beskrivning
Vuxna individer når en längd upp till 1,3 meter. Ovansidans grundfärg är rödbrun, brun eller svartaktig. Undersidan är gråvit.
Arterna förekommer från Andamanerna och Nikobarerna österut över Myanmar och södra Kina, Thailand, Laos, Kambodja och Vietnam till Malackahalvön, Sulawesi och Filippinerna.
Ormarna i familjen vilar största delen av dagen gömd bland olika föremål. De blir aktiva vid skymningen och livnär sig av groddjur, mindre ormar och små däggdjur. Glansormar är inte giftiga utan dödar sina byten genom kvävning.
Arterna är:
- Xenopeltis hainanensis, Hu & Zhao, 1972, lever i Kina från Zhejiang till Guangxi och söderut till ön Hainan.
- Xenopeltis unicolor, Reinwardt, 1827, förekommer i alla andra nämnda områdena.